# Marcillac-Vallon
Marcillac-Vallon település Franciaországban, Aveyron megyében. Lakosainak száma 1714 fő (2022. január 1.). Marcillac-Vallon Mouret, Nauviale, Saint-Christophe-Vallon, Salles-la-Source és Valady községekkel határos.

## Népesség
A település népessége az elmúlt években az alábbi módon változott:
| Lakosok száma | 1370 | 1564 | 1485 | 1613 | 1671 | 1683 | 1707 | 1729 | 1724 | 1714 |
|               | 1968 | 1982 | 1990 | 2006 | 2013 | 2015 | 2017 | 2019 | 2020 | 2022 |